# Фридрих-Людвиг-Ян-Шпортпарк
«Фридрих-Людвиг-Ян-Шпортпарк» (нем. Friedrich-Ludwig-Jahn-Sportpark) — многофункциональный спортивный комплекс на востоке Берлина в районе Пренцлауэр-Берг. Главной частью парка является стадион, который используется для проведения матчей по футболу и американскому футболу, а также легкоатлетических соревнований. Осенью 2024 года начался снос «большого» стадиона, на месте которого планируется строительство нового современного стадиона.

## Спортивный комплекс
Комплекс занимает 22 гектара в квартале Гляймфиртель. На севере граничит с Макс Шмелинг Халле и Гаудештрассе, на востоке — с Кантианштрассе, на юге — с Эберсвальдерштрассе и Топштрассе, на западе — с Мауэрпарком (в 1949—1990 пограничная часть).
Главное сооружение комплекса — главный стадион, способный вместить вплоть до 24 000 зрителей, что делает его вторым по величине в Берлине. Также рядом находится запасное поле и площадки для игры в футбол, теннис, пляжный волейбол и т. д.

## История

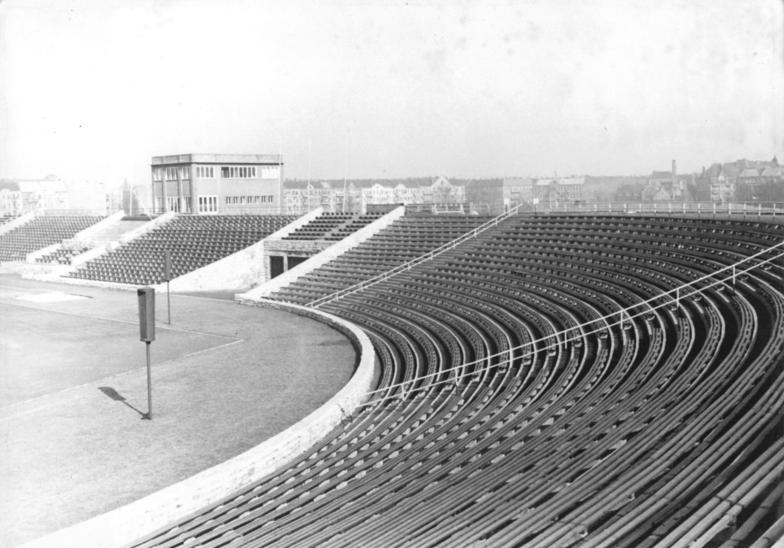
Ян-Штадион (1954)

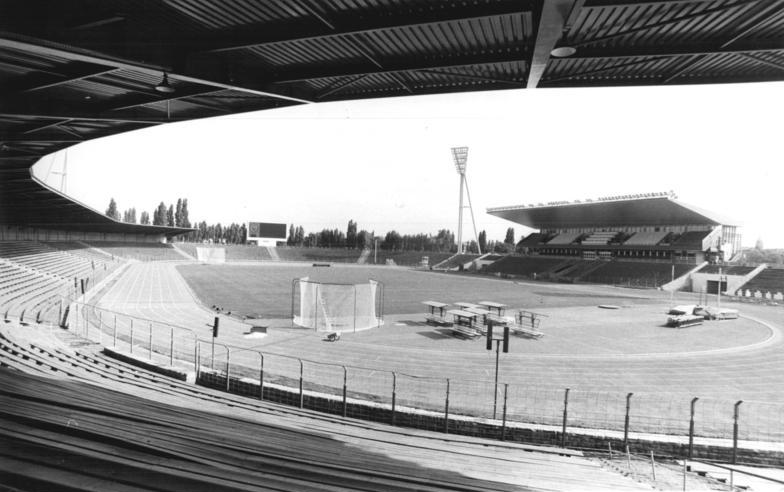
Ян-Штадион (1987)

В 19-м веке территория использовалась для учений солдатов прусской армии. В связи с этим местность часто называли Экзер (от нем. Exerzieren — учения, тренировки). Второе название места — «Площадь одинокого тополя», полученное из-за чёрного тополя, под которым 26 марта 1848 года во время Мартовской революции состоялось одно из первых публичных собраний берлинских рабочих-повстанцев.
В конце 19-го века район начал обрастать жилой застройкой и территория перестала использоваться в военных целях. Вместо этого было сооружено тренировочное поле, которое до 1904 года было первым домом «Герты». В 1912 году большая часть земли перешла городским властям и в 1913 была перестроена под спортивные сооружения. В 1951 году по случаю проведения Всемирного фестиваля молодёжи и студентов по проекту Рудольфа Ортнера построен стадион вместимостью 30 000 зрителей. Спустя год городской совет принял решение назвать объект в честь Фридриха Людвига Яна по случаю 100-летия со дня его рождения.
После этого стадион неоднократно модернизировался и расширялся. В 1964 году была установлена система прожекторов, а спустя шесть лет — тартановая дорожка. В 1986-87 годах стадион был существенно реконструирован. Также была возведена новая трибуна, на крыше установлены новые опоры для прожекторов. В 1998 году были установлены новые сиденья.
В 2015 году стадион принимал финал Женской Лиги чемпионов УЕФА. Перед этим событием на стадионе был уложен новый газон, построены новые водопроводные трубы, системы противопожарной защиты, санитарные сооружения и другие модификации.

## Использование

### Спортивные клубы
С 2014 года основным пользователем стадиона является берлинское «Динамо», как это было в период 1971—1992 годов. В 2017 году здесь также стала играть футбольная команда «Альтглинике», которая вышла в Региональную лигу и её прежнее поле не соответствовало требованиям. Также стадион используется клубом американского футбола «Берлин Адлер». Помимо этого услугами спорткомплекса пользуются «Эмпор Берлин» и команда Бундестага.

### Футбол
Во времена ГДР с 1953 по 1971 год стадион был домашней ареной клуба «Форвертс». После переезда того во Франкфурт-на-Одере домашние матчи здесь стало проводить берлинское «Динамо», которое играло здесь до 1992 года (кроме сезона 1986/87 из-за реконструкции). На этом стадионе «Динамо» выиграло почти все свои титулы чемпиона ГДР, а также в это время было проведено много еврокубковых матчей. В 70-80-е годы здесь состоялось 10 матчей сборной ГДР и 3 финала кубка ГДР.
С 1995 года на стадионе регулярно проводится финал кубка Берлина. Кроме того сооружение неоднократно использовалось в качестве временной арены для ряда клубов. В частности, здесь свои еврокубковые матчи проводили «Герта» и «Унион». В своё время на стадионе проводились матчи клубов низших лиг, таких как «Берлинер АК 07» и «Тюркиемспор».

### Другие способы использования
В 1966—1977 годах регулярно проводилась Велогонка Мира. В 1963—1989 годах ежегодно проходил Олимпийский день лёгкой атлетики. Эти соревнования имели формат, схожий с ISTAF, который здесь имел место быть в 2002—2003 годах. На стадионе было установлено 18 мировых рекордов в лёгкой атлетике.
Также стадион используется для проведения матчей по американскому футболу. В 1999—2003 годах он был домашней ареной клуба «Берлин Тандер», игравшего в NFL Europe. С 2004 года здесь играет «Берлин Адлер». А с 2012 года регулярно проводится German Bowl.
В 2001 году стадион принимал этап Гран-при Чемпионата мира по спидвею. А в 2018 году — чемпионат Европы по лёгкой атлетике среди паралимпийцев.
Также стадион использовался для проведения концертов. Самый яркий пример - концерт Майкла Джексона в рамках Dangerous World Tour, проведённый 4 сентября 1992 года.

## Планы

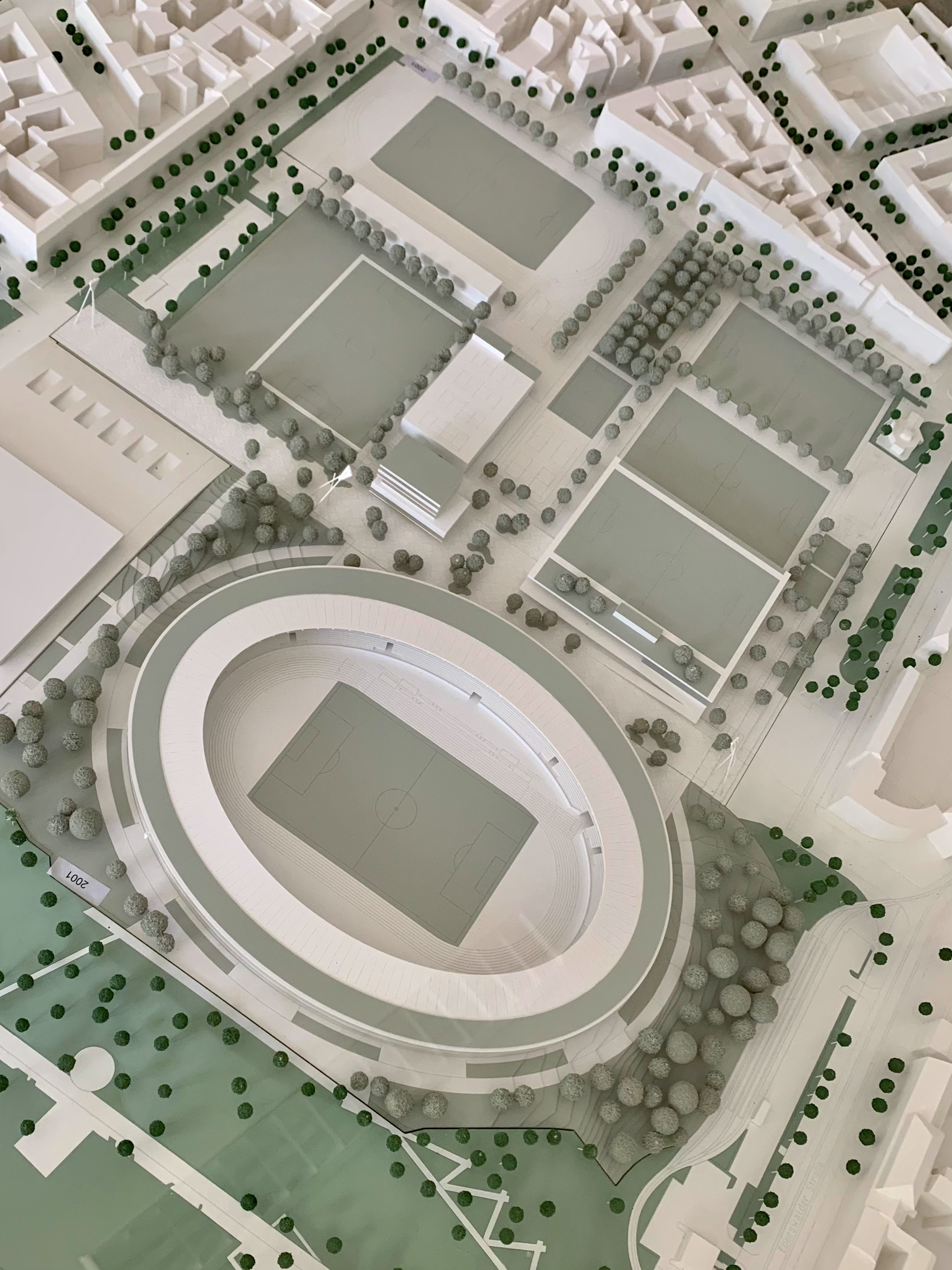
Модель планируемого нового стадиона

В перспективе объект планируется превратить в «Центр инклюзивных видов спорта» и создать всю необходимую инфраструктуру для занятий спортом паралимпийцев. Здесь всё также будут проводиться чемпионат Германии по лёгкой атлетике, German Bowl, чемпионат Германии по регби, а также молодёжные сборы паралимпийцев. Планируется глобальная трансформация стадиона для нужд паралимпийцев. Стоимость работ оценивается в 150—170 миллионов евро.
Планируется в 2020—2021 годах полностью перестроить «главный стадион». Будущее многофункциональное спортсооружение будет в первую очередь заточено под легкоатлетические и паралимпийские соревнования. Ожидаемая вместимость объекта — 30 000 мест. Вместе с этим будет значительно расширена инфраструктура с многочисленными залами, площадками и сооружениями.